# Flosshilda furcata
Flosshilda furcata är en insektsart som beskrevs av Victor Lallemand 1922. Flosshilda furcata ingår i släktet Flosshilda och familjen spottstritar. Inga underarter finns listade i Catalogue of Life.